# 이주헌 (미술 평론가)
이주헌(1961년 3월 2일~)은 대한민국의 미술평론가이다.

## 학력
- 홍익대학교 서양화과 학사 학위

## 경력
- 1986년 ~ 1988년:동아일보 출판국 기자
- 1988년 ~ 1993년:한겨레신문 문화부 미술 담당 기자
- 1993년 ~ 1994년:가나아트 편집장
- 1995년 ~ 2004년:학고재 아트 스페이스 서울 관장
- 2009년 ~ :양현재단 이사
- 2012년:서울미술관 관장

## 저서
- 《느낌 있는 미술 이야기》. 보림. 2002년. ISBN 9788943304621
- 《지식의 미술관》. 아트북스. 2009년. ISBN 9788961960427
- 《역사의 미술관》. 문학동네. 2011년. ISBN 9788954616416